# Curupira

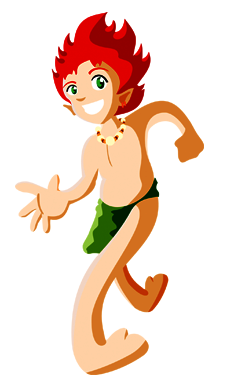
Una raffigurazione del curupira con i caratteristici piedi all'indietro

Il curupira, conosciuto anche come caipora, è una creatura leggendaria del folclore brasiliano.

## Descrizione
Si presenta in genere con la forma di un ragazzo, o strega. ma può apparire anche di diversa età. Di solito è alto intorno al metro ma può cambiare la sua altezza fino a raggiungere quella di uomo molto alto. Può anche assumere occasionalmente la forma di animali come la mazama, il paca, la rana. La pelle è rossastra o giallastra, i denti blu o verdi.
Di solito è descritto come peloso e brutto. La sua particolarità è di avere i piedi rivolti all'indietro, così che i cacciatori che, vedendo le sue impronte, credono di fuggire dal curupira in realtà gli vanno incontro perdendosi nel fitto della foresta. Un altro trucco del curupira è quello di imitare voci di amici del cacciatore chiamandolo e facendolo andare in luoghi sperduti.

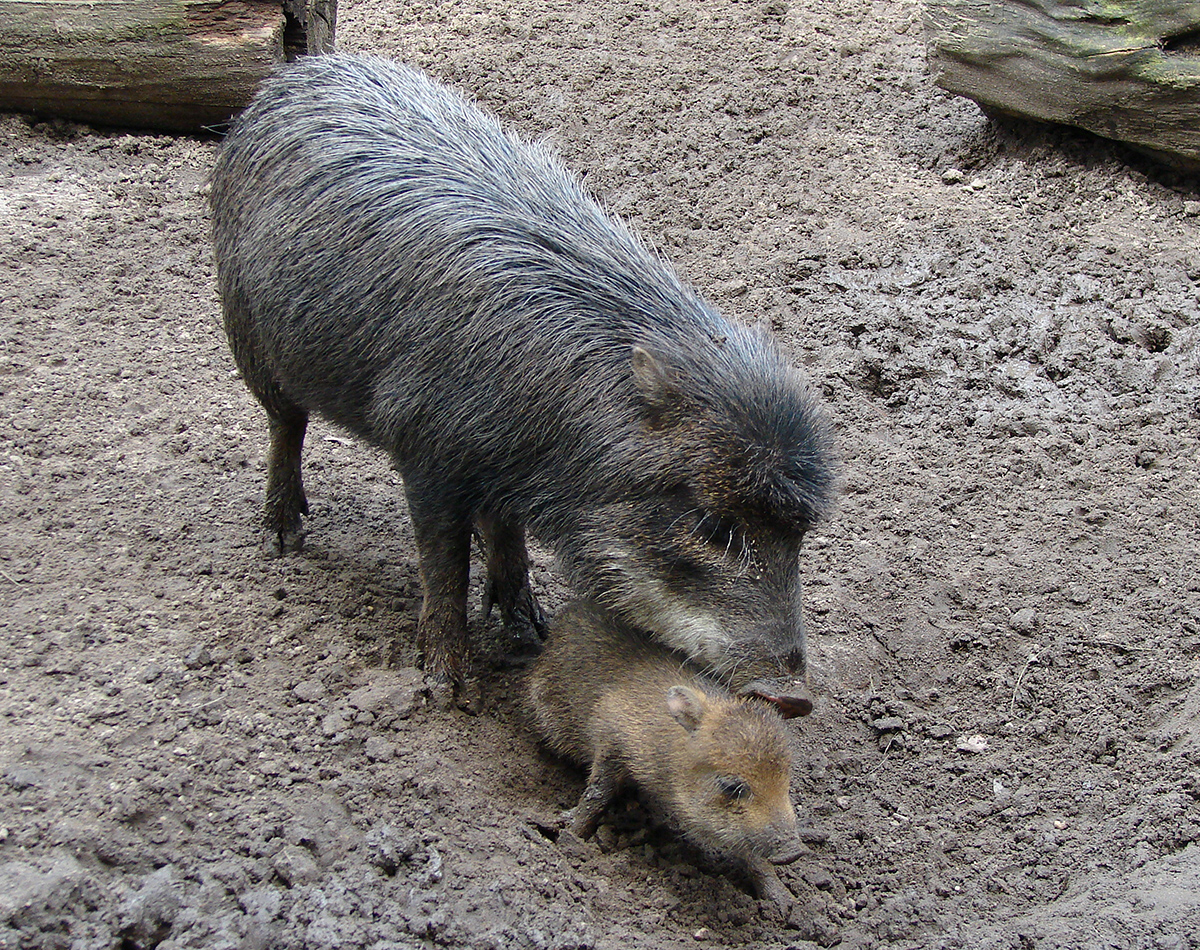
Il tayassu, animale protetto e talora cavalcato dal curupira

Si racconta che cavalca i pecari labiato o le mazame, che cura queste bestie e che mette in atto vendette contro i cacciatori che li abbattono indiscriminatamente. In Rondônia una superstizione suggerisce di ungere con aglio i cani da caccia per tenere lontano da loro il Curupira che potrebbe ucciderli.
C'è anche la credenza che vedere il curupira porti sfortuna e che, per chi lo avvista, arriveranno infelicità e insuccessi.

## Curupira brasiliana
La Curupira (pronuncia portoghese: [kuɾuˈpiɾɐ]) è una creatura mitologica del folklore brasiliano . Questa creatura fonde molte caratteristiche delle fate dell'Africa occidentale e dell'Europa, ma di solito era considerata una figura demoniaca  .
Il nome deriva dal kuru'pir, che in lingua tupi significa "coperto di vesciche". Secondo le leggende culturali, questa creatura ha i capelli rosso / arancio brillante e ricorda un uomo o un nano, ma i suoi piedi sono rivolti all'indietro. Curupira vive nelle foreste del Brasile e usa i suoi piedi all'indietro per creare impronte che conducono al suo punto di partenza, facendo confondere cacciatori e viaggiatori. Oltre a ciò, può anche creare illusioni e produrre un suono simile a un fischio acuto, al fine di spaventare e guidare la sua vittima alla follia. È comune ritrarre una Curupira in sella a un pecari dal colletto , proprio come un'altra creatura brasiliana chiamata Caipora..
Demone della foresta e ambivalente signore degli animali presso gli antichi Tupoi orientali, e anche presso alcune tribù Tupi odierne e alcuni gruppi della popolazione Caboclo del brasile. è lo spirito protettore della selvaggina e delle foreste, che punisce coloro che annientano la selvaggina e ricompensa coloro che obbediscono o per i quali ha pietà. Ha l’aspetto di un nano con un occhi solo, calvo, ma coperto di pelliccia,  su tutto il corpo e con i piedi girati all'indietro. È avido di tabacco e i cacciatori glielo offrono come sacrificio. Porta con sé un'ascia del guscio di tartaruga.
Una Curupira preda di bracconieri e cacciatori che prendono più del necessario della foresta e attacca anche persone che cacciano animali che si prendono cura della loro prole. Esistono molte versioni diverse della leggenda, quindi l'aspetto e le abitudini della creatura possono variare da ogni regione del Brasile. Tuttavia, Curupira è considerata una figura folcloristica nazionale  .
Un essere chiamato Demon Curupira è stato presentato in diversi episodi della serie televisiva 1999 - 2002 BeastMaster. Interpretata dall'attrice australiana Emilie de Ravin, questa Curupira, pur avendo ancora i piedi all'indietro, aveva l'aspetto di una giovane ragazza bionda dall'aspetto ingannevolmente dolce vestita di verde. Era uno spirito della foresta e molto capricciosa; proteggeva gli animali, in particolare le tigri, e con un bacio poteva prosciugare gli umani dalle loro vite, riducendo i loro corpi a semplici gusci. Era una inquieta alleata del personaggio del titolo, Dar.

## Fonti storiche
Il missionario gesuita spagnolo José de Anchieta in una lettera scritta nel 1560 a São Vicente parlava di demoni dei boschi chiamati "curupira".

## L'ipotesi di un fondamento zoologico della leggenda
È stato anche ipotizzato che la leggenda del curupira potrebbe essere legata a esemplari sopravvissuti di Protopithecus brasiliensis, affine alle attuali scimmie ragno, ma di dimensioni maggiori. Però figure simili al curupira sono presenti anche nel folclore di altri posti e sembrano quindi legate più alla fantasia che alla presenza di un animale.